# Seleção Japonesa de Handebol Masculino
A Seleção Japonesa de Handebol Masculino é a equipe de handebol masculino do Japão, que representa o país em competições internacionais, sendo controlada pela Associação de Andebol do Japão.

## Títulos
- Campeonato Asiático (2): 1977 e 1979